# جو بارتون
جو بارتون (بالإنجليزية: Joe Barton)‏ (1 يوليو 1981 في الولايات المتحدة - ) هو لاعب كرة قدم أمريكي في مركز حراسة المرمى. لعب مع لوس أنجلوس غلاكسي ونادي شيفاز يو إس أي وفيرجينيا بيتش مارينرز وLA Laguna FC ‏ وأتلانتا سيلفرباكس.

## وصلات خارجية
- جو بارتون على موقع قاعدة بيانات كرة القدم.إي يو (الإنجليزية)